# TVR Griffith
TVR Griffith – samochód sportowy produkowany w niewielkiej serii przez brytyjską firmę TVR w latach 1992–2002. W późniejszym okresie produkcji nazwę modelu zmieniono na Griffith 500. Choć w początkowej fazie produkcji auto dysponowało tylko 240 KM, ten ważący niewiele ponad tonę samochód dysponował niezłymi osiągami. W późniejszych latach dzięki mieszczeniu się pod maską potężnego silnika V8 o mocy do 320 lub 340 KM samochód stał się jeszcze szybszy.

## Dane techniczne (TVR Griffith 500)
Ogólne
- Model: Griffith 500
- Lata produkcji: 1992-2002[1]
- Cena w chwili rozpoczęcia produkcji (1992):  b.d.
- Liczba wyprodukowanych egzemplarzy: b.d.
- Zbiornik paliwa: 57 litry
- Masa własna: 1060 kg

Opony
- Przód: 205/55 R 15[1]
- Tył:   245/45 R 16[1]

Osiągi
- Prędkość maksymalna: 257 km/h[1]
- Moc maksymalna: 326 KM[1]
- 0-100 km/h: 4,4 s
- Czas przejazdu 1/4 mili: b.d.

Napęd
- Typ silnika: V8[1]
- Pojemność: 4981 cm³[1]
- Napęd: tylna oś[1]